# Forêt rare du Lac-Boulé
La forêt rare du Lac-Boulé est un écosystème forestier exceptionnel du Québec située en Mauricie. Cette aire protégée de 5 ha protège un pinède rouge, un regroupement forestier rare à l'est de la rivière Gatineau.

## Géographie
La forêt rare du Lac-Boulé est située à 30 km au nord-est de Saint-Michel-des-Saints, sur le territoire non-organisé de Lac-Boulé et la zec du Chapeau-de-Paille. Elle a une superficie de 4,74 ha. La forêt est située sur une pente forte au nord du lac Boulé. Le sol est composé de till mince qui a un drainage excessif. Les affleurements rocheux y sont fréquents.

## Flore
La forêt est une pinède rouge qui s'est installée à la suite d'un feux de forêt il y a 125 ans. Les plus grands arbres atteignent une hauteur de 25 m et un diamètre de 40 cm. Les pins rouges sont accompagnés de quelques pins blancs et gris.